# Murales del Hospital Saint Bois
Los murales del Hospital Saint Bois fueron un conjunto de 35 obras realizadas por los integrantes del Taller Torres García junto a su maestro Joaquín Torres García, en el Pabellón Martirené del Hospital Saint Bois, en Montevideo, e inaugurados el 29 de julio de 1944.

## Historia

### Creación
En 1944, el entonces Director del Pabellón del Hospital Saint Bois, Dr. Pablo Purriel, contactó con el maestro Joaquín Torres García para solicitarle una pintura que aliviara y distrajera el dolor y la angustia que los pacientes afectados por tuberculosis allí sufrían. De los 35 murales, 7 fueron pintados por el maestro y los otros 28 por 20 de sus alumnos y alumnas. Las mujeres que participaron fueron: Quela Rovira, Elsa Andrada, Esther Barrios de Martín, María Helena García Brunel, Teresa Olascoaga y Josefina Canel, y por su parte los hombres fueron: Augusto Torres, Horacio Torres, Julio Alpuy, Gonzalo Fonseca, Daniel de los Santos, Julián San Vicente, Manuel Pailós, Sergio de Castro, Alceu Ribeiro, Luis A. Gentieu, Juan Pardo, Andrés Moskovics, Héctor Ragni y Daymán Antúnez.
La consigna de la obra era que fuera un tema abstracto y de la corriente constructivista del Taller, pero considerando elementos de la vida cotidiana del país. Es así que los murales representaban un tambo, música, la escuela, y el hombre, entre otros.
La realización de estos murales fue enteramente honoraria, y no se cobró por el diseño ni por la ejecución de los mismos.
En 1996, fueron declarados Patrimonio Histórico a pedido de la 'Comisión del Patrimonio Histórico, Artístico y Cultural de la Nación'.

### Motivos
- La Escuela. Quela Rovira (189x272cm)
- El Tambo. Elsa Andrada (152x197cm)
- Ciudad. Alceu Ribeiro (100x260cm)
- Hombre. Horacio Torres (189x192cm)
- Puerto. Horacio Torres (180x490cm)
- Herramientas. Luis San Vicente
- La Ciencia. Teresa Olascoaga
- Almuerzo. Augusto Torres (189x205cm)
- Ferrocarril Augusto Torres (190x490cm)
- Café. Gonzalo Fonseca (132x188cm)
- Ciudad. Gonzalo Fonseca (190x375cm)
- Ciudad. Julio Alpuy (200x300cm)
- Composición. Julio Alpuy (108x266)
- Ciudad Dayman Antunez (189x293cm)276)
- Locomotora. Manuel Pailós (88x276cm)
- Herramientas. Héctor Ragni (135x281cm)
- Jardín. Juan Pardo (153x189cm)
- Barco Daniel de los Santos (190x228cm)
- Submarino. Daniel de los Santos (127x280cm)
- El transporte Andrés Moskovics (189x219cm)
- El Circo. Josefina Canel (100x150cm)
- Herramientas. Julián Luis San Vicente (189x209cm)
- Composición. Julián Luis San Vicente (104x268cm)
- La música. María Helena García Brunell (190x203cm)
- La música. Luis Gentieu (189x218cm)
- Casa Sergio de Castro (140x185cm)
- Mar. Sergio de Castro  (188x276cm)
- La Escuela. Esther Barrios de Martín (148x151cm)
- Utensillos. Teresa Olascoaga (190x280cm)
- La Ciencia. Teresa Olascoaga (190x280cm)
- Forma. Joaquín Torres García (127x193)
- El Tranvía. Joaquín Torres García (190x700cm)
- Pax in Lucem. Joaquín Torres García (100x400cm)
- Locomotora blanca. Joaquín Torres García (103x130cm)
- El Sol. Joaquín Torres García (190x700cm)
- Pachamama. Joaquín Torres García (87x280cm)
- El Pez. Joaquín Torres García (189x285cm)

### Polémica
Cuando fueron inaugurados los murales se levantaron muchas voces en contra y otras a favor que se manifestaron en los diarios de la época. Se le reclamaba a los organizadores de la obra que iban a afectar a los pacientes que allí estaban, que los motivos elegidos y toda la concepción de la obra era errada. También hubo voces a favor 

### Traslados
En 1970 los murales fueron separados de las paredes del Hospital y colocados en bastidores para que fueran expuestos en diferentes lugares. En 1978, un incendio en el Museo de Arte Moderno de Río de Janeiro dañó severamente a algunos y a otros los destruyó por completo.
En 1997 Antel, el ente de comunicaciones de Uruguay, firmó un contrato con el Ministerio de Educación y Cultura para que el primero se encargara de la custodia y cuidado de algunas partes de los murales que quedaban en el Hospital Saint Bois y de lo que se pudo recuperar del incendio. Esta gestión fue gracias a la iniciativa de la Fundación Amigos del Patrimonio Cultural. Desde 1997 fueron trasladados a la Torre de las Comunicaciones de Antel donde están distribuidas por diferentes pisos del edificio y estarán allí por 50 años debido al convenio firmado por ambas instituciones.
El único mural que quedó de recuerdo de esta monumental obra en el Hospital Saint Bois es el de Alceu Ribeiro.

## Restauraciones
Durante el año 2016, Andrés Moskovics quien es el único sobreviviente que participó de esta obra, retornó al Hospital a pintar un nuevo mural gracias a la invitación de la profesora Alejandra Gutiérrez, docente y artista plástica (exintegrante del Colectivo Arte en la Escuela) y del historiador de la medicina Dr. Juan Ignacio Gil .